# سیارک ۱۴۸۷۸۰

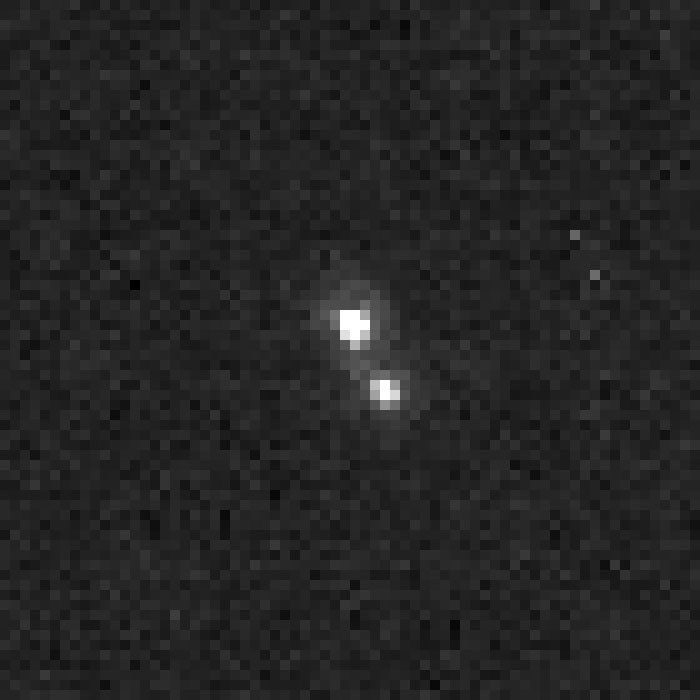
نمایی از سیارک ۱۴۸۷۸۰ در منظومهٔ خورشیدی - ۲۰۰۶

سیارک ۱۴۸۷۸۰ (به انگلیسی: 148780 Altjira، نامگذاری:2001UQ18) صد و چهل و هشت هزار و هفتصد و هشتادمین سیارک کشف شده‌است که در ۲۰ اکتبر ۲۰۰۱ کشف شد.